# Túnel del Cadí
Der Túnel del Cadí ist ein Straßentunnel, der die gleichnamige Gebirgskette der Serra del Cadí in den südlichen Ausläufern (prepirineu) der katalanischen Pyrenäen durchquert.

## Beschreibung
Die mautpflichtige Tunnelstrecke verbindet auf den Kilometern 117 bis 134 der Autopista C-16 die beiden Regionen Berguedà und Cerdanya zwischen den Gemeinden Bagà und Bellver de Cerdanya und führt durch den Naturpark Cadí-Moixeró.
Der Tunnel ist 5026 m lang und somit der viertlängste Straßentunnel Spaniens. Er verfügt über zwei Fahrstreifen mit einem Sicherheitsmittelstreifen von 2 Metern und einen parallelen Evakuierungsstollen. Die Tunneleinfahrten liegen auf einer Höhe von 1175 m (Südportal bei Guardiola de Berguedà) und 1236 m (Nordportal bei Urús).
Die Maximalhöhe für Fahrzeuge beträgt 4,5 m; für den Transport von Gefahrengut gibt es zeitliche Beschränkungen. Die Mauttarife für die Nutzung des Tunnels lagen im Jahr 2025 je nach Fahrzeugkategorie zwischen 11,47 und 37,07 Euro. Für Anwohner der Region (Cerdanya, Berguedà und Alt Urgell) ist die Nutzung frei.

## Geschichte
Erste Initiativen zu einem Tunnelbau gab es bereits am Anfang des 20. Jahrhunderts. So gab es im Oktober 1908 einen von den Vertretern der Region an König Alfonso XIII. gerichteten Antrag auf den Bau eines Tunnels zur Erleichterung der Kommunikation zwischen den Bezirken Berguedà und Cerdanya. Doch erst 1969 nahm die Initiative Gestalt an, als die Sociedad Promociones Pirinaicas beim Ministerium für öffentliche Arbeiten die Konzession für das Projekt zum Bau und Betrieb des Cadí-Tunnels und der Zufahrten zur Vervollständigung der alten Straße C-1411 von Esparreguera nach Bellver mit einem Mautsystem beantragte.
Im Juli 1980 wurden die Aufträge für die Bauarbeiten für den Tunnel und die Zugänge vergeben. Ein Jahr später begannen die Vorbereitungsarbeiten und im Januar 1982 wurde mit den Bohrungen begonnen. Am 30. Oktober 1984 wurden schließlich der Cadí-Tunnel und seine Hauptzugänge in Betrieb genommen.

### Mural del túnel del Cadí
Unter der künstlerischen Anleitung des Malers Joan Arocas und des Fotografen Joan Ribera schufen Schüler in dem am Südportal des Tunnels gelegenen Ort Guardiola de Berguedà während der Schuljahre 1988 und 1989 ein aus 64.000 Teilen bestehendes, 44 m² großes Mosaikbild mit der Darstellung der südlichen Tunnelausfahrt, das 2017 ins Verzeichnis der Kulturgüter Kataloniens aufgenommen wurde.